# Lijst van rivieren in Guatemala

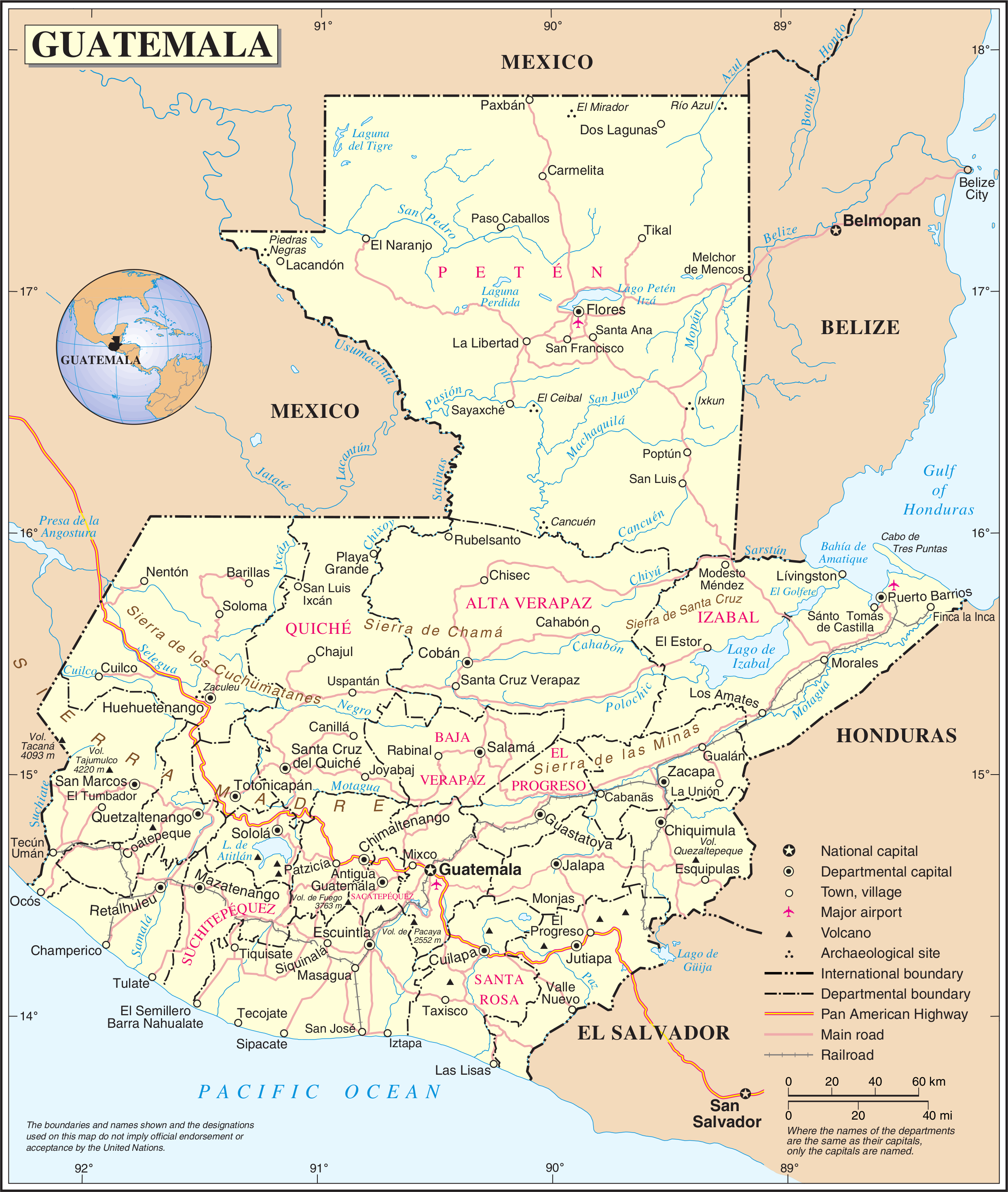
Kaart van Guatemala.

Dit is een lijst van rivieren in Guatemala. De rivieren in deze lijst zijn geordend naar drainagebekken en de opeenvolgende zijrivieren zijn ingesprongen weergegeven onder de naam van elke hoofdrivier.

## Rivieren naar drainagebekken
Deze lijst is van noord naar zuid gerangschikt.

### Golf van Mexico
- Grijalva (Mexico)
  - Usumacinta
    - San Pedro
    - Lacantún (Mexico)
      - Xalbal (Xaclbal)
      - Ixcán

    - La Pasión
      - San Juan
        - Poxte

      - Machaquila
      - Cancuén

    - Salinas
      - Chixoy (Río Negro)
        - Salamá

      - San Román

  - Seleguá
    - Nentón

  - Cuilco
    - Cabajchum
      - Tzalá

    - Las Manzanas
      - Blanco

### Golf van Honduras
- Hondo (Río Azul)
- Belize (rivier in Belize)
  - Mopan
- Moho
- Sarstoon (Río Sarstún) 
  - Gracias a Dios
    - Chiyu
    - Chahal

  - Franco
    - Chocón
- Dulce
  - Chocón Machacas
  - Izabalmeer
    - Polochic
      - Matanzas
      - Cahabón
        - Lanquin
- Motagua
  - Las Animas
  - Bobos
  - Pasabien
  - Río Grande de Zacapa
    - Jupilingo

  - Las Vacas
  - Jalapa

### Stille Oceaan
- Suchiate
  - Cabúz
    - Cutzulchimá

  - Ixben
  - Nica
  - Petacalapa
  - Sibinal
- Naranjo
  - Chisna
    - Mujulia
- Ocosito
  - Nil
    - Nima
- Samalá
  - El Tambor
    - Nima I

  - Oc
- Icán
  - Sís
- Nahualate
  - Ixtacapa
  - Siguacán
- Madre Vieja
- Coyolate
  - Xaya
  - San Crostobal
    - Pantaleón
- Acomé
- Achiguate
- María Linda
  - Aguacapa
  - Michatoya
    - Amatitlánmeer
      - Villalobos
- Paso Hondo
- Los Esclavos
- Río Paz
- Lempa
  - Ostúa